# Jérémy Pied
Jérémy Pied (ur. 23 lutego 1989 w Grenoble) – francuski piłkarz występujący na pozycji obrońcy w Lille OSC. Wychowanek Olympique Lyon, w swojej karierze grał także w takich zespołach jak FC Metz, OGC Nice oraz Guingamp. Były młodzieżowy reprezentant Francji.

## Kariera piłkarska
Urodził się w Grenoble i w 2004 roku dołączył do drużyn młodzieżowych Olympique Lyon. W 2008 roku został włączony do drużyny i wystąpił we wszystkich przedsezonowych spotkaniach. W sezonie 2009/2010 został wypożyczony do OGC Nice. Po doskonałym sezonie został włączony do drużyny Lyonu. Zadebiutował w pierwszej kolejce sezonu 2010/11 przeciwko AS Monaco. W piątym tygodniu sezonu zdobył pierwszą ligową bramkę w 26. minucie spotkania przeciwko Valenciennes. Został wybrany zawodnikiem tego spotkania, a mecz zakończył się wynikiem 1:1.
14 września 2010 roku po raz pierwszy w karierze wystąpił w rozgrywkach Ligi Mistrzów przeciwko Schalke. Dobrymi występami sprawił, że przebił się do podstawowego składu. 2 października rozegrał cały mecz ligowy i zaliczył asystę przy drugiej bramce Lyonu. 14 listopada 2010 roku zdobył drugą bramkę w sezonie. 3 grudnia podpisał nowy kontrakt, obowiązujący do 2014 roku.
26 sierpnia 2012 roku podpisał 4-letni kontrakt z OGC Nicea. W dniu 25 sierpnia 2014 roku został wypożyczony do EA Guingamp. W dniu 1 sierpnia 2016 roku podpisał kontrakt z angielskim klubem Southampton, jednak w debiucie doznał poważnej kontuzji, która uniemożliwiła mu grę do końca sezonu. Na boisko powrócił pod koniec czerwca 2017 roku.

## Kariera reprezentacyjna
Pied reprezentował Francję w kategoriach wiekowych U-19 oraz U-20.

## Statystyki kariery
(aktualne na dzień 31 maja 2018)
| Klub               | Sezon              | Liga               | Liga  | Liga   | Puchar kraju | Puchar kraju | Puchar ligi | Puchar ligi | Europa | Europa | Suma  | Suma   |
| Klub               | Sezon              | Liga               | Mecze | Bramki | Mecze        | Bramki       | Mecze       | Bramki      | Mecze  | Bramki | Mecze | Bramki |
| ------------------ | ------------------ | ------------------ | ----- | ------ | ------------ | ------------ | ----------- | ----------- | ------ | ------ | ----- | ------ |
| Olympique Lyon     | 2009/10            | Ligue 1            | 0     | 0      | 0            | 0            | 0           | 0           | 0      | 0      | 0     | 0      |
| FC Metz (wyp.)     | 2009/10            | Ligue 2            | 37    | 4      | 2            | 0            | 2           | 0           | –      | –      | 41    | 4      |
| Olympique Lyon     | 2010/11            | Ligue 1            | 25    | 3      | 2            | 0            | 1           | 0           | 8      | 0      | 36    | 3      |
| Olympique Lyon     | 2011/12            | Ligue 1            | 14    | 1      | 2            | 0            | 0           | 0           | 3      | 0      | 19    | 1      |
| Olympique Lyon     | 2012/13            | Ligue 1            | 1     | 0      | 0            | 0            | 0           | 0           | 0      | 0      | 1     | 0      |
| OGC Nice           | 2012/13            | Ligue 1            | 26    | 0      | 1            | 0            | 3           | 0           | –      | –      | 30    | 0      |
| OGC Nice           | 2013/14            | Ligue 1            | 21    | 1      | 2            | 0            | 1           | 1           | 2      | 0      | 26    | 2      |
| OGC Nice           | 2014/15            | Ligue 1            | 2     | 0      | 0            | 0            | 0           | 0           | –      | –      | 2     | 0      |
| Guingamp (wyp.)    | 2014/15            | Ligue 1            | 28    | 2      | 4            | 2            | 2           | 0           | 7      | 0      | 41    | 4      |
| OGC Nice           | 2015/16            | Ligue 1            | 33    | 0      | 0            | 0            | 2           | 0           | –      | –      | 35    | 0      |
| Southampton        | 2016/17            | Premier League     | 4     | 0      | 0            | 0            | 0           | 0           | 0      | 0      | 4     | 0      |
| Southampton        | 2017/18            | Premier League     | 2     | 0      | 1            | 0            | 1           | 0           | 0      | 0      | 4     | 0      |
| LOSC Lille B       | 2018/19            | National 2         | 11    | 0      | 0            | 0            | 0           | 0           | 0      | 0      | 11    | 0      |
| LOSC Lille         | 2018/19            | Ligue 1            | 11    | 0      | 1            | 0            | 1           | 0           | 0      | 0      | 13    | 0      |
| LOSC Lille         | 2019/20            | Ligue 1            | 5     | 0      | 1            | 0            | 2           | 0           | 1      | 0      | 8     | 0      |
| LOSC Lille         | 2020/21            | Ligue 1            | 6     | 0      | 3            | 0            | 0           | 0           | 3      | 0      | 9     | 0      |
| LOSC Lille         | 2021/22            | Ligue 1            | 2     | 0      | 1            | 0            | 0           | 0           | 0      | 0      | 3     | 0      |
| Ogólnie w karierze | Ogólnie w karierze | Ogólnie w karierze | 228   | 11     | 20           | 2            | 15          | 1           | 24     | 0      | 283   | 14     |

## Sukcesy

### Klubowe
Olympique Lyon
- Puchar Francji: 2011/12
- Superpuchar Francji: 2012/13

Lille OSC
- Mistrzostwo Francji (1x): 2020/2021
- Superpuchar Francjii: 2021/2022